# Кенаша
Кенаша (каз. Кеңаша) — упразднённое село в Сырымском районе Западно-Казахстанской области Казахстана. Входило в состав Жосалинского сельского округа. Исключено из учётных данных в 2024 году. 
Код КАТО — 275847300.

## Население
В 1999 году население села составляло 173 человека (91 мужчина и 82 женщины). По данным переписи 2009 года, в селе проживало 6 человек (5 мужчин и 1 женщина).